# Hệ thống khớp lệnh tự động

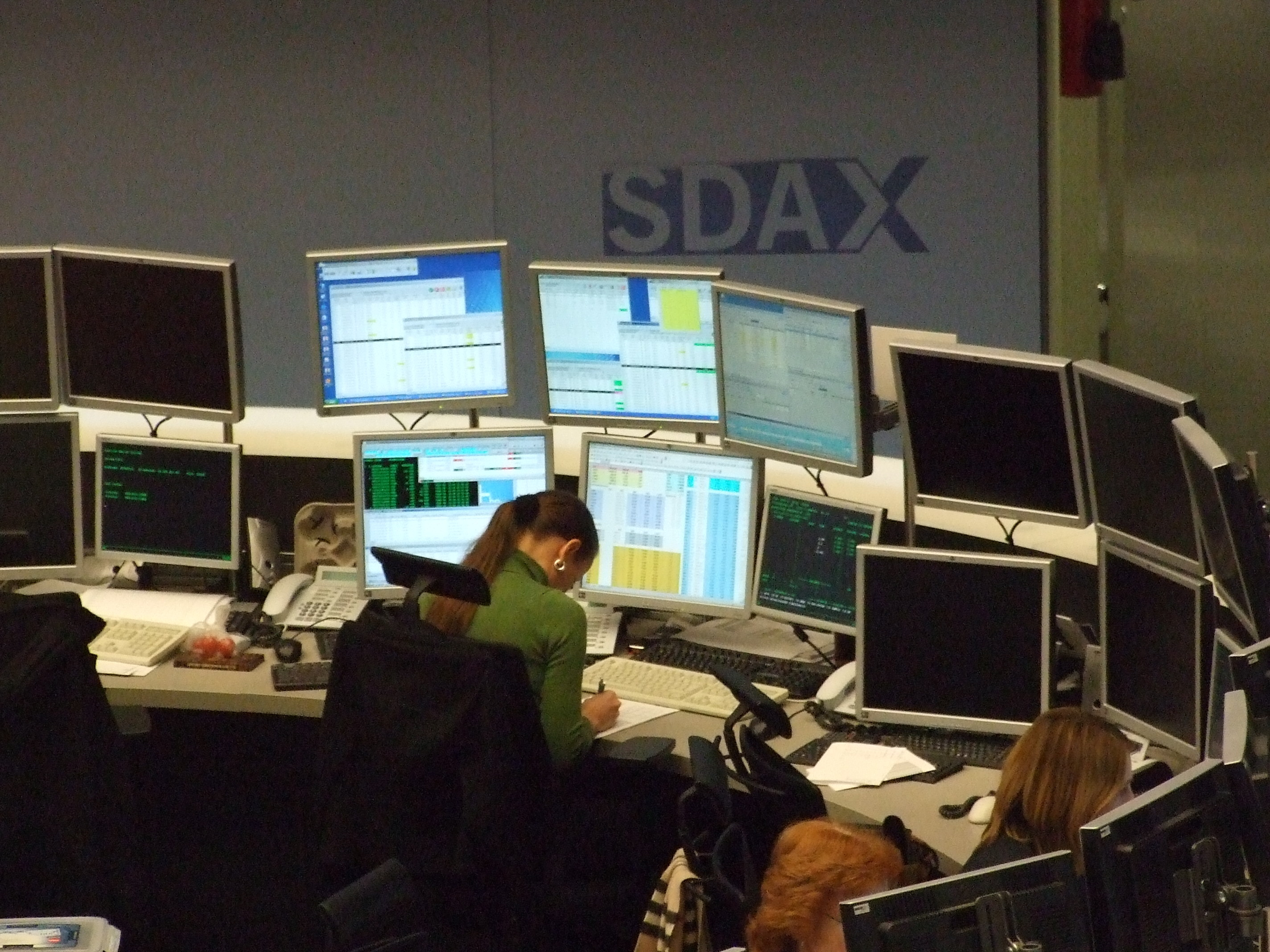
Khớp lệnh ở trung tâm của Hệ thống giao dịch ở Deutsche Boerse

Hệ thống khớp lệnh hay đơn giản là hệ thống khớp lệnh là một hệ thống điện tử khớp lệnh mua và bán cho thị trường chứng khoán, thị trường hàng hóa hoặc sàn giao dịch tài chính khác. Hệ thống khớp lệnh là cốt lõi của tất cả các sàn giao dịch điện tử và được sử dụng để thực hiện các lệnh từ những người tham gia giao dịch.
Các lệnh thường được nhập bởi các thành viên của một sàn giao dịch và được thực hiện bởi một hệ thống trung tâm của sàn giao dịch. Thuật toán được sử dụng để khớp các đơn đặt hàng khác nhau giữa các hệ thống và thường liên quan đến các quy tắc xung quanh việc thực thi tốt nhất.
Hệ thống khớp lệnh và hệ thống lệnh ngụ ý hoặc Công cụ ngụ ý thường là một phần của hệ thống giao dịch điện tử lớn hơn, thường sẽ bao gồm hệ thống thanh toán và kho lưu ký chứng khoán trung tâm được các nền tảng giao dịch điện tử truy cập. Các dịch vụ này có thể do tổ chức cung cấp hệ thống khớp lệnh cung cấp hoặc không.
Các thuật toán khớp lệnh quyết định hiệu quả và tính mạnh mẽ của hệ thống khớp lệnh. Có hai trạng thái cho một thị trường: giao dịch liên tục trong đó các lệnh được khớp ngay lập tức hoặc đấu giá trong đó khớp được thực hiện trong những khoảng thời gian cố định. Một ví dụ phổ biến khi một hệ thống khớp lệnh được sử dụng ở trạng thái đấu giá là khi thị trường mở khi một số lượng lệnh đã được tạo thành.

## Lịch sử
Khớp lệnh điện tử được giới thiệu vào đầu những năm 1980 ở Hoa Kỳ để bổ sung cho giao dịch kịch liệt mở, ví dụ như ở Sở giao dịch chứng khoán Mid West khi đó (nay là Sở giao dịch chứng khoán Chicago) đã đưa ra "hệ thống MAX, trở thành một trong những sàn giao dịch chứng khoán đầu tiên cung cấp việc thực hiện lệnh hoàn toàn tự động" vào năm 1982.

## Các thuật toán
Có nhiều thuật toán dành cho giao dịch đấu giá, được sử dụng trước khi thị trường mở cửa, khi thị trường đóng cửa, v.v. Tuy nhiên, hầu hết thời gian, giao dịch liên tục được thực hiện.
Cơ chế giao dịch trên sàn giao dịch điện tử là một thành phần quan trọng có tác động lớn đến hiệu quả và tính thanh khoản của thị trường tài chính. Việc lựa chọn thuật toán phù hợp là một phần quan trọng của cơ chế giao dịch. Các thuật toán so khớp phổ biến nhất là thuật toán Pro-Rata và Price/Time.

### Thuật toán Price/Time (hay Giá/Thời gian)
Thuật toán này có 3 đặc điểm chính:
- Động lực để thu hẹp mức chênh lệch, vì bằng cách thu hẹp mức chênh lệch, lệnh giới hạn là lệnh đầu tiên trong hàng đợi lệnh.
- Không khuyến khích các đơn hàng khác tham gia hàng đợi vì lệnh giới hạn tham gia hàng đợi là lệnh cuối cùng.
- Có thể đòi hỏi tính toán cao hơn Pro-Rata. Lý do là những người tham gia thị trường có thể muốn đặt nhiều lệnh nhỏ hơn ở các vị trí khác nhau trong hàng đợi đặt hàng, và cũng có xu hướng “làm ngập” thị trường, tức là đặt lệnh giới hạn ở độ sâu của thị trường để ở trong hàng đợi.

### Thuật toán Pro/Rata
Thuật toán này chỉ có 2 đặc điểm chính:
- Thúc đẩy các lệnh khác tham gia vào hàng đợi với các lệnh giới hạn lớn. Do đó, khối lượng niêm yết tích lũy ở mức giá tốt nhất là tương đối lớn.
- Không thúc đẩy thu hẹp mức độ lây lan theo cách tự nhiên. Điểm yếu này được bù đắp một phần bằng cách giới thiệu yếu tố ưu tiên thời gian cho đơn hàng đầu tiên tạo giá mới.

## Hiệu quả
Các lệnh giới hạn lớn có thể được "chạy trước" bằng cách "nhảy xu". Ví dụ: nếu lệnh giới hạn mua 100.000 cổ phiếu với giá 1 đô la được công bố ra thị trường, nhiều nhà giao dịch có thể tìm cách mua với giá 1,01 đô la. Nếu giá thị trường tăng sau khi họ mua hàng, họ sẽ nhận được toàn bộ số tiền tăng giá. Tuy nhiên, nếu giá thị trường giảm, họ có thể sẽ bán cho người giao dịch lệnh giới hạn, với mức lỗ chỉ một xu. Loại hình giao dịch này có lẽ không phải là bất hợp pháp, và trong mọi trường hợp, một luật chống lại nó sẽ rất khó thực thi.